# همه‌پرسی ونزوئلا (۲۰۱۷)
رفراندوم ونزوئلا (انگلیسی: Venezuelan referendum, 2017) یک رفراندوم غیررسمی در ونزوئلا است که در تاریخ ۱۶ ژوئیه ۲۰۱۷ برگزار شد.
همه‌پرسی توسط مجمع ملی در پاسخ به بحران قانون اساسی و طرح‌های نیکولاس مادورو رئیس‌جمهور ونزوئلا برای تغییر قانون اساسی فراخوانده شد.
این همه‌پرسی یک عمل نافرمانی مدنی در زمینه استفاده از مقررات ۳۳۳ و ۳۵۰ قانون اساسی ونزوئلا است، این مقررات بیان این خواسته ونزوئلایی‌ها است که «هر رژیمی را که ارزش‌های دموکراتیک را نقض می‌کند» رد می‌کنند.
از آنجا که شورای ملی انتخابات و دیوان عالی عدالت در رفراندوم به رسمیت شناخته نشده‌است، اعلام شد که ۲۰۳۰ منطقه برای رای‌گیری عمومی در سراسر کشور برای خدمت به بیش از ۱۹ میلیون رای‌دهنده وجود دارد.

## کشته و مجروح
براساس گزارش‌های منتشر شده روز ۱۶ ژوئیه یک زن ۶۱ ساله که در صف رای‌گیری همه‌پرسی مخالفان در ونزوئلا بود، بر اثر تیراندازی یک مهاجم کشته شد. این فرد مسلح به سوی جمعیتی که برای رای‌دادن صف کشیده بودند آتش گشوده بود که منجر به مرگ این زن و جراحت سه نفر دیگر شد.

### سئوالات و نتیجه همه‌پرسی

#### سئوالات همه‌پرسی
در ۶ ژوئیه ۲۰۱۷ میز گرد وحدت ۳ سؤال را مطرح کرد که مردم ونزوئلا به این سئوالات با «بله» یا «نه» پاسخ دهند، با این هدف که نتایج این همه‌پرسی اولین گام برای تغییر نظام سیاسی در ونزوئلا. باشد. سوالات عبارت بودند از:
- آیا شما مجلس مؤسسان بدون رفراندم را رد می‌کنید؟
- آیا شما از نیروهای مسلح خواهید خواست تا از قانون اساسی ۱۹۹۹ و مجلس ملی حفاظت کنند؟
- آیا شما خواهان برگزاری فوری انتخابات سراسری و تشکیل دولت وحدت ملی هستید؟

#### نتیجه همه‌پرسی
ناظران این همه‌پرسی گفتند که بیش از ۷ میلیون نفر در این رفراندوم شرکت کردند و اکثریت رای‌دهندگان با طرح نیکلاس مادورو برای تشکیل مجمع ملی بازنویسی قانون اساسی کشور مخالفت کردند.